# 二見氏 (大和国)
二見氏（ふたみし）は、日本の氏族のひとつ。大和国宇智郡（現在の奈良県五條市）を本拠とする武士で、南北朝時代からその活動が見える。

## 出自
二見氏は大和国宇智郡二見郷（二見庄とも。現在の奈良県五條市二見）を本拠とする国人。
起源については、豊井庄の荘官としてこの地にやってきた東大寺や興福寺、または金峯山寺の僧とも、後醍醐天皇に従い大和に来た美濃源氏の武士とも、宇智郡宇野庄の宇野氏らと同じ大和源氏であるともいわれ、諸説ある。

## 歴史

### 南北朝時代
二見氏の活動は南北朝時代より見られる。
延元元年/建武3年（1336年）に後醍醐天皇が吉野山に遷幸してくると、南朝方は河内国への出口となる宇智郡を確保したとみられ、宇智郡内の武士のほとんどは南朝に従ったと考えられる。二見氏で初めに名を揚げた二見光遠（弥徳丸、左衛門尉、遠江守）も南朝へと属し、延元2年/建武4年（1337年）5月、後醍醐天皇より美濃国大榑庄地頭職三分一を宛行われた。その後光遠は、正平6年/観応2年（1351年）に紀伊国布施屋郷地頭職半分を得、文中3年/応安7年（1374年）に和泉国久富名を、元中4年/嘉慶元年（1387年）に河内国讃良郡内の土地を与えられ、この頃に没したとみられる。
光遠の嫡男とみられる光長は、正平10年/文和4年（1355年）に左衛門少尉に任じられ、天授2年/永和2年（1376年）に縫殿助、元中3年/至徳3年（1386年）頃までに越後守となった。光長は元中3年/至徳3年（1386年）に紀伊静川庄領家職を宛行われ、元中7年/明徳元年（1390年）に和泉国召次朝用分を与えられる。その後死去したか北朝に走ったためか、元中9年/明徳3年（1392年）にその遺領が吉野天河弁才天社に寄進された。
光長の嫡子は天授4年/永和4年（1378年）に左衛門尉になった光家で、明徳4年（1393年）に見える光門が光家の子とみられる。光門はその年、大日寺領の知行を認められている。応永5年（1398年）には光吉が惣領となっており、光吉は応永15年（1408年）に左衛門尉となった。その後時代は下り、延徳4年（1492年）の惣領・遠江守光秀と、その子とみられる左京亮光遠の名が知られる。

### 興福寺と畠山氏の下で
元中9年/明徳3年（1392年）、南北両朝は合体。応永2年（1395年）より、興福寺一乗院門跡が宇智郡を領することとなったが、河内や紀伊の守護となった管領家畠山氏も宇智郡へ進出し、その勢力を及ぼしていた。こうした中で、二見氏は一乗院門跡から国民の称を与えられ、坊人へと起用されている。
応永16年（1407年）、畠山満家が宇智郡須恵庄を河内観心寺に寄進しており、宇智郡は畠山氏の守護領国に組み込まれたといえる状況となっていた。長禄4年（1460年）には畠山義就が宇智郡木原庄内の土地を観心寺に寄進するなど、宇智郡への進出度合を強めており、二見氏は興福寺一乗院と畠山氏に両属することとなった。
寛正5年（1464年）、二見氏と宇野氏の間で田地を巡る争いが起こっている。二見氏が宇野庄内部に作職を持っていたことによるが、興福寺衆徒であり幕府要人にも親しい成身院光宣がこれを調停し、二見氏の持つ作職と宇野氏が二見庄内に持つ作職を交換するという決定が出された。しかしこれに関しては宇野有治が不承知のままだったとみられる。

### 両畠山氏の争いとそれ以後の二見氏
15世紀半ばより畠山義就と政長の争いが激しくなると、宇智郡の武士たちも義就方と政長方に分かれ、二見氏は義就方となった。文明・長享の頃、義就・義豊父子は吉野天河郷付近へと逃れていたが、河内入国のため味方するよう、義豊が二見左京亮へと命じている。
永正から天文にかけては、義豊の子である義英とその子・在氏に二見松王（のちの左衛門大夫や遠江守か）が属している。木沢長政が勢力を伸ばし大和に進出すると、二見左衛門大夫はそれに従い従軍した。また長政は崎山氏や今井氏、別所氏、嶋野氏、松井氏に対し、左衛門大夫に属して従軍するよう命じている。天文20年（1551年）頃には、二見氏は在氏の子・尚誠に従っていた。
元亀元年（1570年）に大坂本願寺が織田信長に対し抗戦すると、反信長方の三好康長が宇智郡の牧野左兵衛尉・嶋野新介・二見治部・二見密蔵院に対し応援を求めている。この時、密蔵院が康長方として従軍した。密蔵院は高野山末寺の僧で、天正8年（1580年）、宇智郡坂合部城で高野山方として戦い、天正10年（1582年）、高野山に侵攻する織田軍と戦った。
豊臣秀吉による天正13年（1585年）の紀州攻めの後、宇智郡は秀吉の弟・秀長の支配下に置かれ、宇智郡の武士たちは牢人となるか帰農するかの選択を迫られた。僧であった密蔵院は後に徳川秀忠に召され1,000石を与えられるが、他の二見氏の一族らは帰農の道を選ぶ。
安永3年（1774年）、二見氏最後の当主・二見金蔵は60歳になろうという年で、養子も病死し跡を継ぐ者もいないことから、二見氏伝蔵の綸旨・院宣を桜井藤次へと譲り、その子孫に二見氏の家名を相続させるよう依頼している。しかしそれは叶えられることなく、二見氏はそのまま絶えることとなった。